# 20.12
20.12 è un album della cantante italiana Gigliola Cinquetti uscito il 20 dicembre 2015, giorno del compleanno dell'artista.

## Descrizione
Il disco è stato anticipato dal singolo Lacrima in un oceano, uscito il 4 dicembre precedente nei music store.
La traccia 11 non è indicata nel retro di copertina.

## Tracce
1. Lacrima in un oceano – 4:21 (Pascal Basile - Dajana D'Ippolito)
2. Brillano le stelle – 3:35 (Basile - Felisatti)
3. Fino a sentirmi – 3:34 (Basile – Fridlevski)
4. Andiamo via – 3:42 (Basile - Neri)
5. Ed io e te – 3:17 (Basile - Felisatti)
6. Quale amore – 3:26 (Basile - Felisatti)
7. Se adesso fossi vento – 3:28 (Basile)
8. Fuori piove – 4:01 (S. Mantineo - G. Ferro - P. Pirazzoli - P. Basile)
9. Sei – 3:45 (Neri - Basile)
10. Dove va la vita – 3:20 (Pirazzoli - Bardotti)
11. Lady Jane (cover dei Rolling Stones) – 3:18

Durata totale: 39:47